# 地球同步轨道

动画（不按比例）显示地球同步卫星环绕地球的情况。

地球同步轨道（英語：Geosynchronous orbit），是一个以地球为中心的轨道。其轨道周期与地球自转周期一致，为23小时56分4秒（一个恒星日）。
地球同步轨道的一个特例是地球静止轨道，它是地球赤道平面上的一个圆形地球同步轨道。在地球静止轨道上的卫星对地面上的观察者来说，在天空中的位置保持不变。
通讯卫星通常采用地球静止轨道或接近地球静止轨道，这样与之通信的卫星天线就不必移动，而是可以永久地指向天空中卫星出现的固定位置。
根據中国航天科技集团資料，地球同步轨道的軌道高度為35788千米。

### 地球靜止軌道

地球静止轨道卫星（绿色）始终保持在赤道（棕色）上的同一标记点之上。

## 类别

### 椭圆和倾斜的地球同步轨道

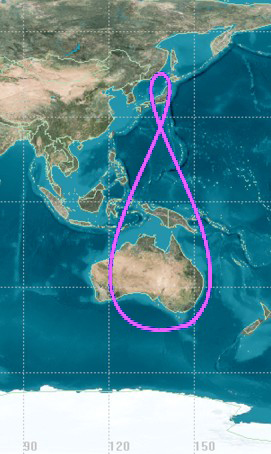
準天頂衛星轨道

地球同步轨道上的许多物体都有偏心和/或倾角的轨道。偏心使轨道呈椭圆形，从地面站的角度看，似乎是在天空中向东向西摆动，而倾角使轨道与赤道相比倾斜，从地面站看，似乎是向北向南摆动。这些影响结合起来形成了一个日行跡（数字8）:122
椭圆/偏心轨道上的卫星必须由可操纵的衛星地面站来跟踪。:122

#### 凍原軌道
凍原軌道是一个偏心的俄罗斯地球同步轨道，它允许卫星大部分时间停留在一个高纬度的位置上。这一冻结轨道的倾角为63.4°，减少了对轨道保持的需要。该轨道至少需要两颗卫星来提供对一个地区的连续覆盖。天狼星XM卫星电台使用这种轨道来提高美国和加拿大北部的信号强度。

#### 准天顶轨道
準天頂衛星系統(QZSS) 是一个运行在地球同步轨道上的三颗卫星系统，轨道倾角为42°，偏心率为0.075。每颗卫星在日本上空长时间停留，使信号能够到达都市峡谷的接收器，然后迅速通过澳大利亚上空。

## 特性
地球同步轨道有以下特性:
- 周期：23小时56分4秒（一个恒星日）

从地球以外的观察者（地球为中心的惯性坐标系）和以地球自转速度绕地球旋转的观察者（地心坐标系）的角度来看，地球同步卫星的轨道是倾斜的。

- 轨道半长轴: 42,164km[2]:121

### 周期
所有地球同步轨道的轨道周期都正好等于一个恒星日。这意味着卫星将在每个（恒星）日返回地球表面的同一地点，而不考虑其他轨道属性。:121 这个轨道周期，{\displaystyle T}，通过公式与轨道的半长轴直接相关。
{\displaystyle T=2\pi {\sqrt {a^{3} \over \mu }}}
其中:
a轨道的半长轴
{\displaystyle \mu }是中心天体的標準重力參數:137